# Biblioteca Fitekantropus
La Biblioteca Fitekantropus es una biblioteca pública ubicada en el Centro Cultural del Comedor San Martín del Once del distrito de Comas, en la zona norte de Lima, en Perú. Fue inaugurada el 4 de marzo de 2017, como parte del Proyecto Fitekantropus, un proyecto impulsado por arquitectos del colectivo CITIO y que contó con la participación de la comunidad del barrio La Balanza. Este barrio posee una tradición artística-cultural, ya que desde el 2001 se realiza la Fiesta Internacional de Teatro en Calles Abiertas (FITECA).

## Historia
La biblioteca está ubicada en el segundo piso del Centro Cultural del Comedor San Martín del Once. Su nombre proviene del proyecto integral que se ejecutó en el barrio La Balanza. Su primera colección fue obtenida a partir de donaciones de estudiantes de la Facultad de Letras y Ciencias Humanas de la Pontificia Universidad Católica del Perú y de personas que visitaban el barrio. 
En 2018, se reunió y planificó un programa de lectura dirigido a niñas y niños del barrio. Para su desarrollo, se convocó a jóvenes estudiantes universitarios para participar en un programa de voluntariado, a quienes se les capacitó en diversas estrategias de mediación de lectura. De manera complementaria, se han organizado actividades culturales como cuentacuentos, talleres creativos, visitas de autores, y se comenzó a participar en los pasacalles de inauguración de la Fiteca. 
En 2019, la biblioteca fue una de las beneficiadas con los Estímulos Económicos para el Libro y Fomento de la Lectura del Ministerio de Cultura del Perú, en el Concurso Nacional de Proyectos de Desarrollo de Colecciones Bibliográficas, lo que permitió financiar la adquisición de una colección especializada en literatura infantil y juvenil. A partir de su propuesta de promoción de lectura, el equipo de coordinación ha participado en conversatorios organizados por instituciones como la Biblioteca Municipal Ricardo Palma de Miraflores, la Biblioteca Nacional del Perú y la Universidad Nacional Mayor de San Marcos. Asimismo, en eventos culturales como la Feria Internacional del Libro de Lima y la Feria del Libro de San Borja, donde se tuvo la oportunidad de presentar esta experiencia a mediadores de lectura, bibliotecarios y gestores culturales.

## Colecciones

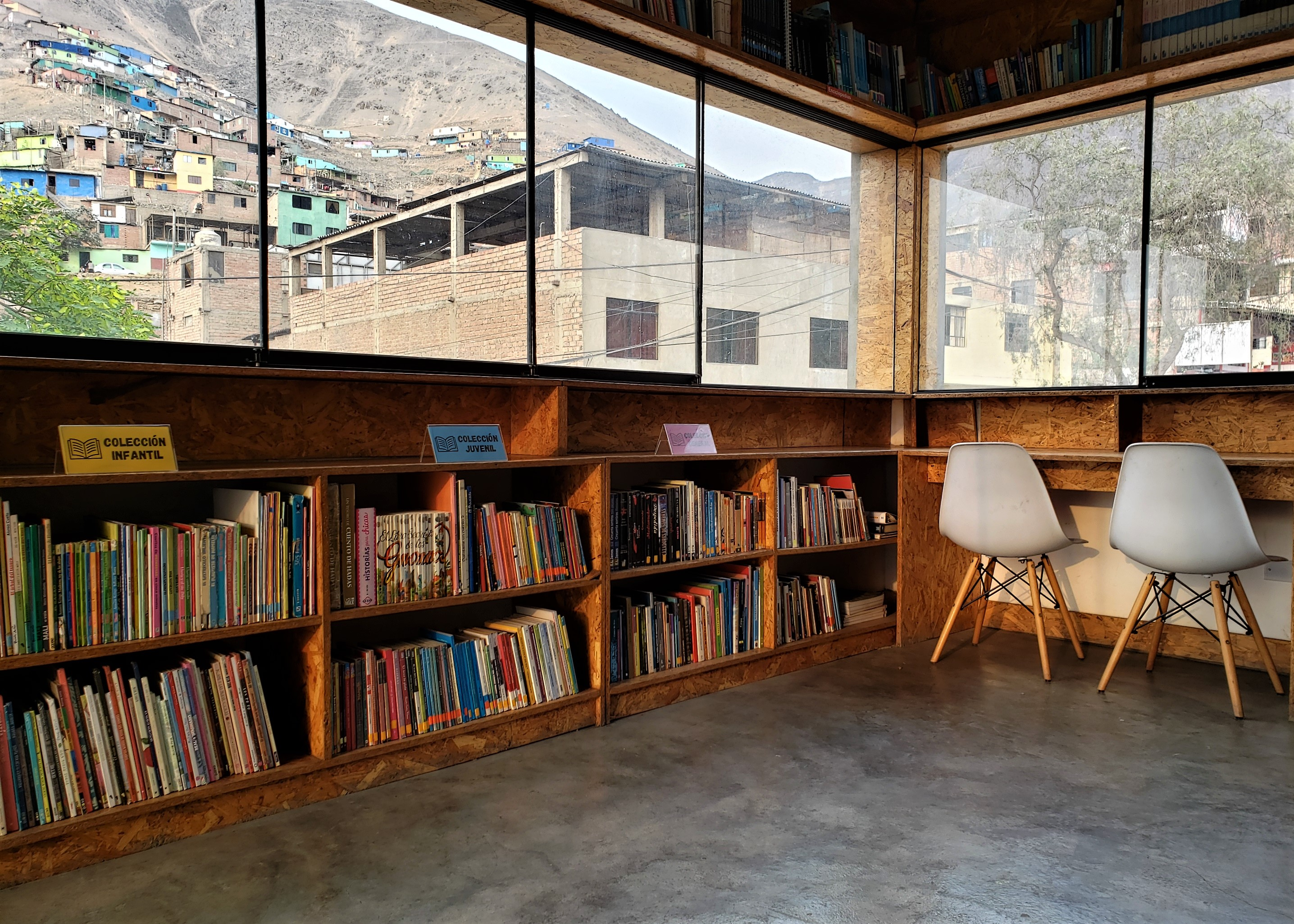
Sala de lectura de la biblioteca

Se cuenta con las siguientes colecciones clasificadas:
- Obras de referencia (diccionarios y enciclopedias)
- Colección general (ciencias sociales, ciencias aplicadas, literatura, entre otras)
- Colección de literatura infantil (libros ilustrados y libros álbum)
- Colección de literatura juvenil (obras clásicas e historietas)

## Servicios
Se ofrecen los siguientes servicios presenciales:
- Referencia y consulta en sala.
- Préstamo de libros a domicilio.
- Promoción de la lectura.
- Actividades de extensión bibliotecaria.
- Actividades de extensión cultural.

Ante el contexto de la pandemia de COVID-19, se ofrecen los siguientes servicios en línea:
- Servicio de referencia "Pregunta al bibliotecario".
- Club de lectura infantil "Cuenta conmigo".[6]
- Biblioteca digital de acceso abierto.